# Kristýna Zelienková
Kristýna Zelienková (* 6. srpna 1974 Uherský Ostroh) je česká politička a podnikatelka, v letech 2013 až 2017 poslankyně Poslanecké sněmovny PČR, v letech 2014 až 2016 zastupitelka města Berouna, bývalá členka politického hnutí ANO 2011.

## Život
Po absolvování Gymnázia Uherské Hradiště (maturovala v roce 1992) vystudovala management cestovního ruchu na Univerzitě Jana Amose Komenského v Praze.
Od roku 2001 působí v oblasti cestovního ruchu. Pracovala v mezinárodních hotelových řetězcích jako Marriott (přímo v USA), Hilton nebo Mandarin Oriental. V roce 2010 založila společnost Czech Hotel Consulting, s.r.o. se sídlem v Berouně, která se zabývá poradenstvím v oblasti ubytování a cestovního ruchu.
Kristýna Zelienková je vdaná a má dva syny, do změny trvalého bydliště žila v Berouně. Nyní působí ve Zlínském kraji.

## Politické působení
V roce 2012 se stala členkou hnutí ANO 2011, byla zároveň zvolena i místopředsedkyní Krajské organizace hnutí ANO 2011 ve Středočeském kraji. Ve volbách do Poslanecké sněmovny PČR v roce 2013 kandidovala na druhém místě kandidátky hnutí ANO 2011 ve Středočeském kraji a byla zvolena poslankyní. Vlivem preferenčních hlasů sice skončila nakonec třetí, ale vzhledem k zisku sedmi mandátů pro hnutí ANO 2011 ve Středočeském kraji to na vstup do Sněmovny pohodlně stačilo. V polovině roku 2016 však na členství v hnutí ANO 2011 rezignovala s tím, že důvody v brzké době oznámí.
Kristýna Zelienková byla zvolena za hnutí ANO, které slibovalo narovnání poměrů ve státní správě a v podnikatelském prostředí. Během práce poslankyně nabyla přesvědčení, že zájmem hnutí je především koncentrace politické moci a prosperita vybraných firem. Členství v hnutí ANO proto ukončila v roce 2016 a v dubnu 2017 se stala poslankyní TOP 09. Podle předsedy hnutí Andreje Babiše měla jiný názor na uprchlíky.
V komunálních volbách v roce 2014 byla zvolena za hnutí ANO 2011 zastupitelkou města Berouna (uspěla díky preferenčním hlasům, když se posunula ze 4. na 3. místo, hnutí získalo ve městě 3 mandáty). Na jaře 2016 však změnila trvalé bydliště a mandát jí zanikl.
Ve sněmovně prosadila ukončení šikany řidičů ze strany České kanceláře pojistitelů. Podařilo se jí také změnit zákon o místních poplatcích, aby po dovršení plnoletosti nebyla automaticky uvalovaná exekuce na děti, za které rodiče neplatili odvoz odpadu. Pracuje také v Radě Evropy, která ji pověřila přípravou zprávy o politické krizi na Ukrajině. Věnuje se problematice migrace a považuje se za přesvědčenou eurooptimistku.
Ve volbách do Poslanecké sněmovny PČR v roce 2017 byla lídryní TOP 09 ve Zlínském kraji. Mandát se jí však obhájit nepodařilo.